# Лим Джи Хе
Лим Джи Хе (кор. 임지혜; род. 28 октября 1985, Чхорвон, Канвондо, Республика Корея) — южнокорейская тяжелоатлетка, участница Олимпийских игр 2012 года в категории до 75 кг.

## Карьера
В 2009 году заняла 6-е место на чемпионате Азии и 9-е на чемпионате мира. В 2010 году стала 15-й на мировом первенстве и 5-й на Азиатских играх. В 2012 году стала вице-чемпионкой Азии. На Олимпийских играх 2012 года заняла 10-е место.